# آلیس ویلسون

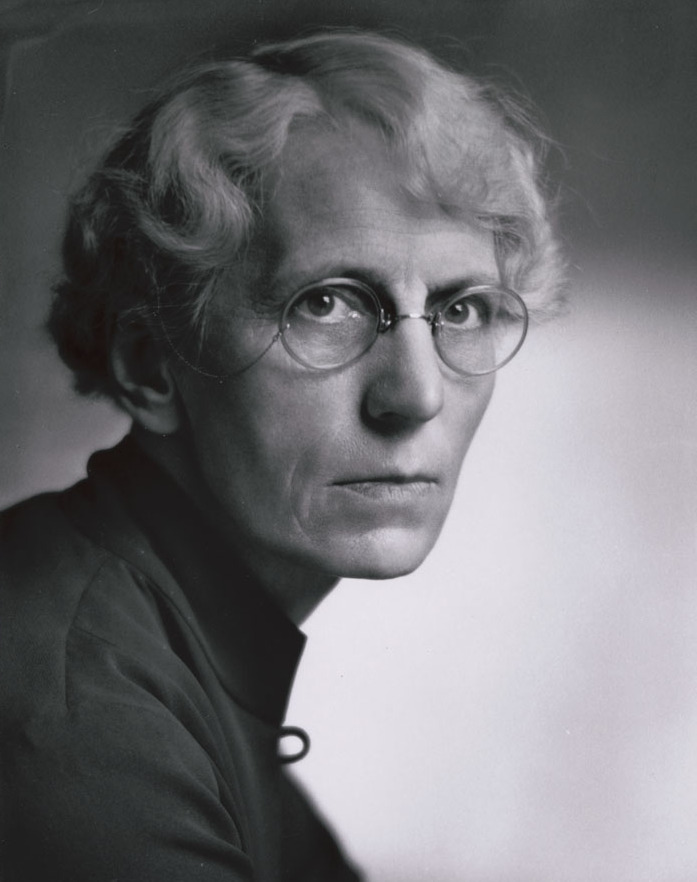
آلیس ویلسون

آلیس ویلسون (انگلیسی: Alice Wilson؛ ۲۶ اوت ۱۸۸۱ – ۱۵ آوریل ۱۹۶۴) یک دانشمند اهل کانادا بود.